# Ligne de Dijon-Ville à Épinac
La ligne de Dijon-Ville à Épinac est une ancienne ligne ferroviaire française, à voie normale, qui reliait Dijon (préfecture du département de la Côte-d'Or) à Épinac (en Saône-et-Loire), en empruntant la vallée de l'Ouche.
Mise en service en 1837 entre Épinac à Pont-d'Ouche, en tant que ligne industrielle (il s'agit du chemin de fer d'Épinac, l'une des plus anciennes voies ferrées françaises), elle a intégré le réseau d'intérêt général au début du XXe siècle lors de son prolongement jusqu'à Dijon. Elle est désormais entièrement déclassée et déposée, excepté une très courte section partant de la gare de Dijon-Ville. Par ailleurs, le tronçon entre Pont-d'Ouche et Bligny-sur-Ouche a été repris par une ligne touristique construite avec une voie étroite de 600 mm, le Chemin de fer de la vallée de l'Ouche (CFVO).
Elle constituait la ligne no 766 000 du réseau ferré national.

## Historique

### Origine et développement
Le 8 août 1828, Messieurs de Joannis, Samuel Blum et fils déposent, auprès du ministre de l'Intérieur, une demande pour établir un chemin de fer d'Épinac au canal de Bourgogne. Toutefois, le 23 novembre 1828, une sentence arbitrale prononce la dissolution de la société formée entre Messieurs de Joannis, Samuel Blum et fils pour l'établissement du chemin de fer. Dès le 18 février 1830, Samuel Blum et fils, concessionnaires des mines d'Épinac, prennent l'engagement d'établir le chemin de fer d'Épinac au canal de Bourgogne. La ligne leur est donc concédée par une ordonnance royale du 7 avril suivant.
La ligne d'Épinac à Pont-d'Ouche comporte à l'origine deux plans inclinés, équipés de machines à vapeur stationnaires, à Ivry-en-Montagne (lieu-dit le Grand Champ) et à Montceau-et-Écharnant (lieu-dit la Grue). Ces machines, qui aidaient ponctuellement la traction animale, ont été remplacées par des locomotives — également à vapeur — en 1860 ; ces dernières, baptisées la Drée et l'Ouche, assurent dès lors la traction des trains sur l'ensemble du parcours.
Par un décret impérial du 1er août 1864, la société des houillères d'Épinac est autorisée à rectifier le tracé de la ligne, à la prolonger jusqu'à la ligne de Paris-Lyon à Marseille-Saint-Charles, à proximité de Velars, et à la raccorder à la ligne d'Étang à Santenay (via Autun). Cependant, les travaux ne seront pas réalisés. Aussi, l'État rachète la concession, selon les termes d'une convention signée le 22 mars 1881 entre le ministre des Travaux publics et la Société anonyme des houillères d'Épinac. Cette convention est approuvée par une loi le 22 juillet suivant. Cette même loi autorise l'État à entreprendre les travaux.
La ligne d'Épinac à Velars est concédée à la Compagnie des chemins de fer de Paris à Lyon et à la Méditerranée (PLM) par une loi, le 2 août 1886. Une loi du 1er juillet 1896 déclare d'utilité publique le prolongement de la ligne de Velars à Dijon et approuve sa concession au PLM. Cette ligne ouvre le 1er juin 1905 ; l'écartement de 1,5 m de la section originelle, dont le tracé a été modifié, a laissé place à une voie normale.

### Déclin et fermeture
Le 6 février 1939, la ligne est intégralement fermée au service des voyageurs par la Société nationale des chemins de fer français (SNCF).
Elle rouvre périodiquement pendant la Seconde Guerre mondiale, mais la ligne se trouvant en zone occupée, elle ferme à nouveau en 1942 et est partiellement déposée (le tronçon reliant Ivry - Cussy à Épinac est immédiatement déferré ; il sera déclassé en 1954) sur ordre des autorités allemandes.
En 1952, la ligne rouvre au service des voyageurs entre Dijon-Ville et Gissey-sur-Ouche. Ce tronçon ferme en 1967, et la section complète entre Velars-la-Cude et Ivry - Cussy est neutralisée en 1968, puis déclassée en 1969. Entre 1971 et 1973, la section reliant Plombières-Canal à Velars-la-Cude est neutralisée puis déclassée à son tour.
Dès lors, seule une courte portion entre Dijon-Ville et Plombières-Canal reste exploitée, avant d'être finalement fermée puis déclassée en 1989. Néanmoins, le tunnel situé au départ de la ligne (en l'occurrence à proximité de la gare de Dijon-Ville) est resté utilisé en tant que voie de garage et de manœuvre électrifiée, ; cette affectation ne semble plus être d'actualité dans les années 2020, puisqu'un carré disposé à son entrée empêche désormais toute circulation d'y pénétrer.

### Renaissances touristiques
Au début des années 1980, le Petit train de la Côte-d'Or (chemin de fer touristique) est mis en service entre Velars et Plombières-Canal. Sa voie étroite de 600 mm utilise alors la même plate-forme que la ligne de la SNCF. Le petit train atteint le lac Kir à la fin de cette décennie, à la suite de la fermeture de la voie normale et de la réduction d'écartement de cette dernière ; toutefois, l'exploitation cesse en 2000.
Par ailleurs, depuis le 16 juillet 1978, le Chemin de fer de la vallée de l'Ouche, qui a réaménagé — par étapes successives — l'emprise de la ligne sur un tronçon de 6,8 km entre Bligny-sur-Ouche et Pont-d'Ouche, également avec une voie de 600 mm, effectue lui aussi une exploitation touristique,.